# Centre de traitement de données modulaire
 (novembre 2015).
Si vous disposez d'ouvrages ou d'articles de référence ou si vous connaissez des sites web de qualité traitant du thème abordé ici, merci de compléter l'article en donnant les références utiles à sa vérifiabilité et en les liant à la section « Notes et références ».

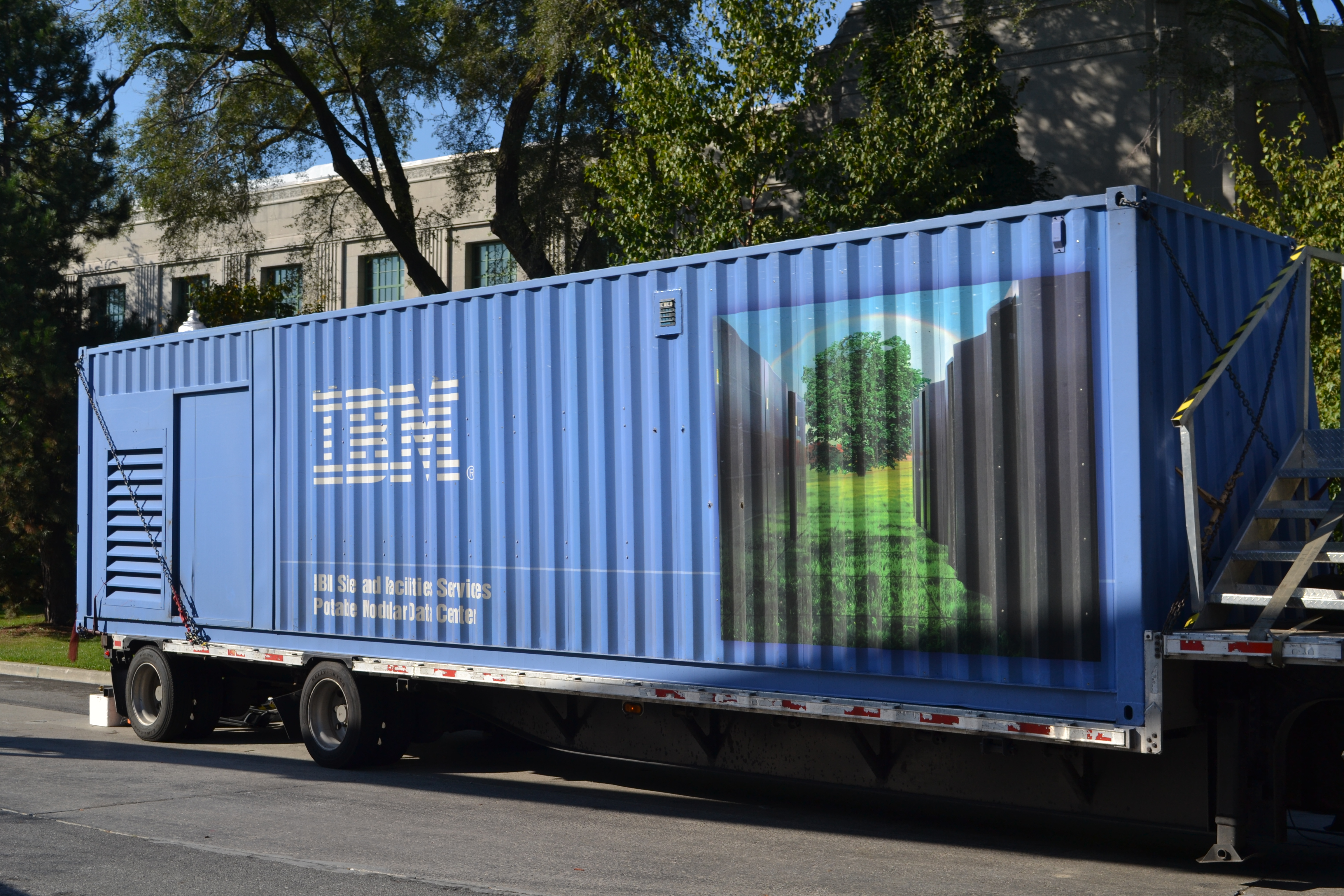
Un centre de traitement de données modulaire mobile installé dans un conteneur (IBM).

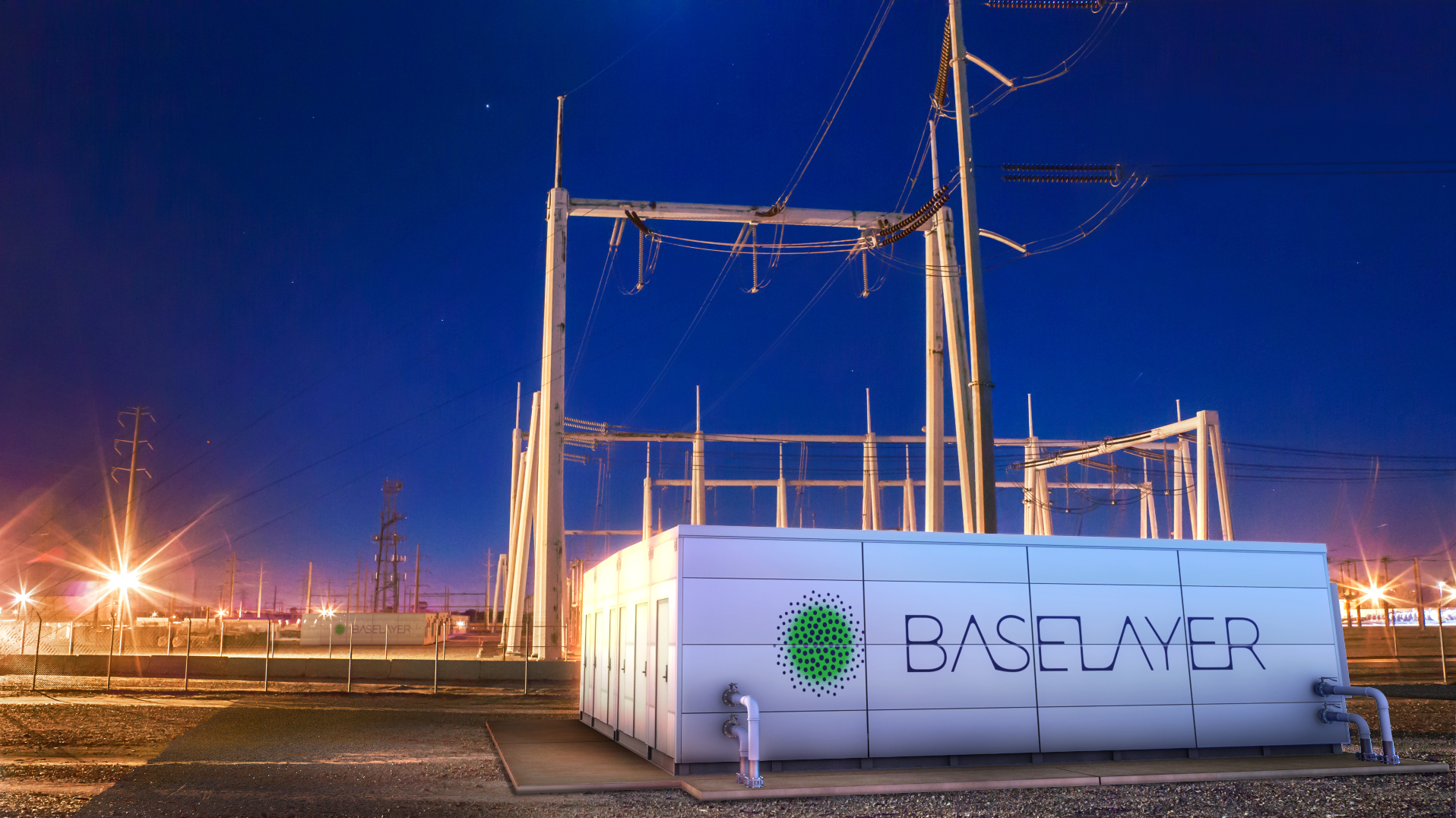
Autre exemple de CTDM, connecté à un réseau électrique (« sous-station de services publics »).

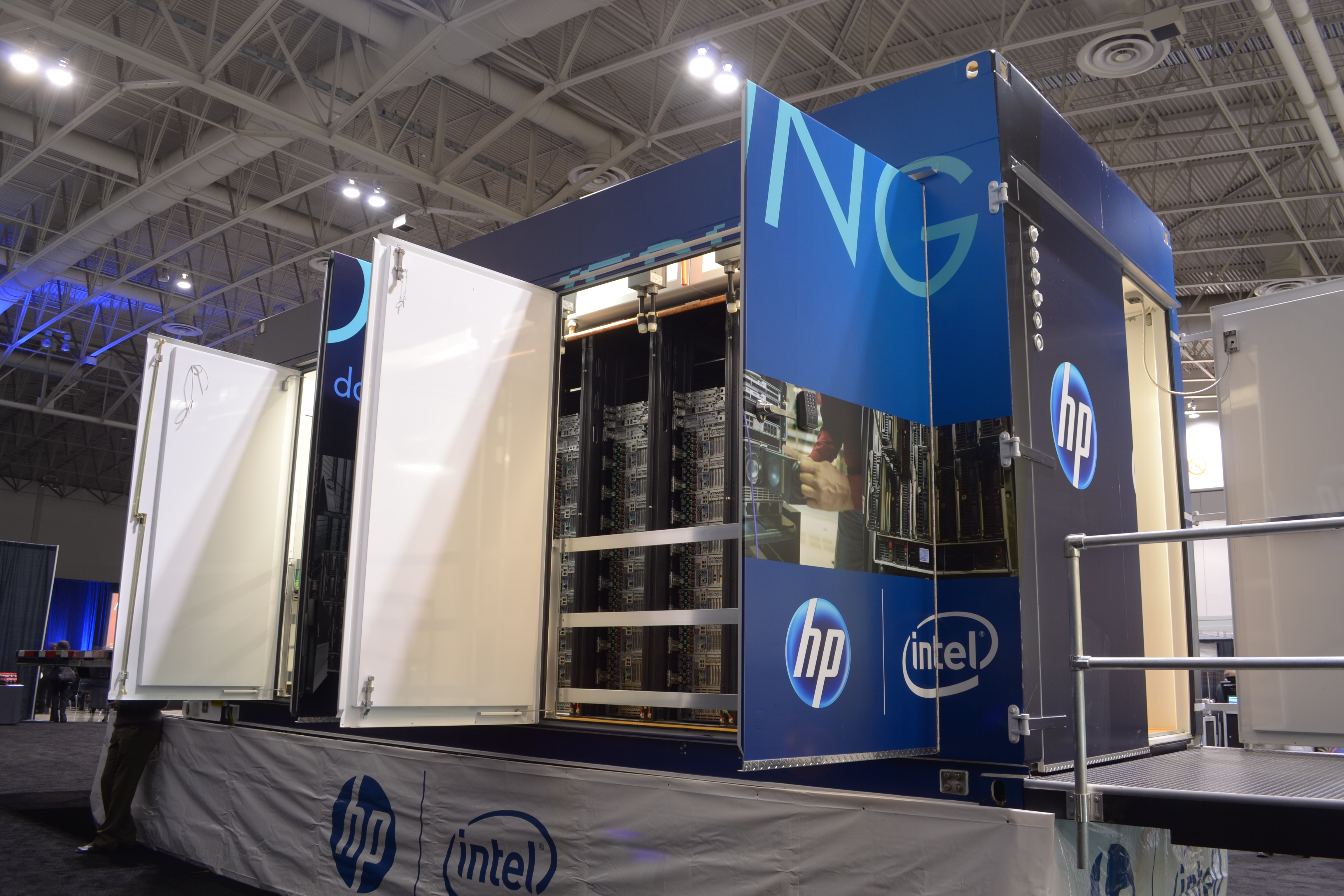
Datacenter modulaire HP (modèle 240a).

Un centre de traitement de données modulaire  (ou CMDF pour containerized/modular data center facility) est un centre de traitement de données informatiques dont la capacité de traitement peut être ajustée par ajout ou retrait de modules de serveurs.
Typiquement, pour mettre en place un centre de données modulaire, on utilise des modules pré-équipés (rack de serveur, alimentation, climatisation, infrastructure réseau…), qui ont souvent l'apparence de conteneurs intermodaux de 20 ou 40 pieds.
Pour installer un centre de données modulaire, il suffit de disposer d'un espace suffisant, d'une alimentation électrique et d'un point de connexion à internet, les modules étant auto-suffisants (hors besoins en énergie).

## Exemples
- Google Modular Data center (en)
- HP Performance Optimized Datacenter (POD) (en)
- Portable Modular Data Center (en) (IBM)
- Sun Modular Datacenter (en)